# 강제 수용소

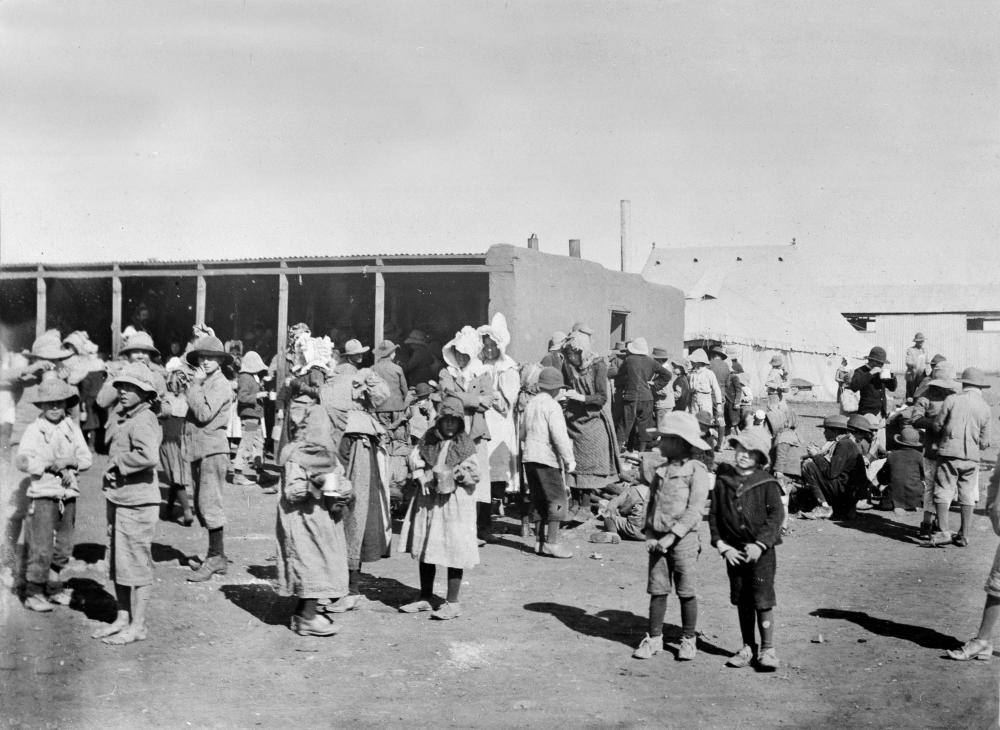
남아프리카의 영국 강제 수용소에서 보어 여성과 아이들 (1899–1902)

강제 수용소(强制收容所, 영어: internment camp, concentration camp)는 정치적, 군사적인 이유로 재판 없이 사람들을 강제로 수용하는 수용소이다. 따라서 교도소, 포로수용소와는 수용 목적이 다르다. 강제 수용소에 수용된 수용자들은 죄수복을 착용한 채로 강제노동을 하여 죄수와 유사한 생활을 한다.

## 특징

### 배경 사상과 규모
다른 학살들의 경우, 학살 정책의 핵심은 영토와 자원의 통제 등 실리적 사항들이었다. 이에 대해 이스라엘 역사학자 예후다 바우어 (Yehuda Bauer)는
“(홀로코스트의) 기본적 동기는 순수하게 이데올로기적이었는데, 이러한 이데올로기는 아리아인이 지배해야 할 세상에서 국제적으로 유태인들이 반동을 일으킬 것이라는 나치의 허황된 상상에 기반을 두고 있다. 여태까지 알려진 어떠한 학살도 이렇게 전적으로 미신, 환상, 추상적이고 비합리적 이데올로기를 바탕으로 - 정작 실행은 매우 이성적이고 실리적인 수단을 통해 이루어졌다. - 하지 않는다” 고 주장한다.
또한 독일 역사학자 에버하르트 옉켈(Eberhard Jäckel)은 1986년 저서에서 홀로코스트의 한 가지 독특한 성격으로
“이렇게 국가가 지도자의 권한으로 노인, 여자, 유아를 포함한 특정 인간 집단을 속전속결로 죽일 것을 공포하고, 이를 모든 국가 권력을 동원해 실행한 유례는 지금까지 없었다.”
는 것을 꼽았다.
학살은 독일 점령지역 전역(현재는 35개의 국가)에 걸쳐서 조직적으로 자행되었다. 가장 심했던 지역은 유럽 중부와 동부 지역이었다. 이 지역의 유태인 인구는 1939년에 700만 명이 넘었는데 약 500만 명이 학살당하였고, 특히 폴란드에서 300만 명, 소련에서 백만 명이 희생되었다. 또한 네덜란드, 프랑스, 벨기에, 유고슬라비아, 그리스 등지에서도 많은 수의 유태인이 죽었다. 반제 회의(Wannsee Protocol)에서는 나치당이 그들의 “궁극적 해결책(Final Solution)"을 영국과 아일랜드, 스위스, 터키, 스웨덴, 포르투갈, 스페인 등 중립 지역에서도 실행할 계획이었다고 밝혔다.
3대 혹은 4대에라도 유태인 조부가 있는 사람은 누구나 예외 없이 말살당하였다. 다른 학살의 경우 다른 종교로 개종하거나 다른 방법으로 동화되면 죽음을 면할 수 있었지만, 유럽 점령지역 유태인에게 이는 적용되지 않았다. 그들의 조부가 1871년 1월 18일 이전에 개종한 것이 아니라면, 모든 유태인 혈통의 사람들은 독일 통치 지역에서는 말살당할 운명이었다.

### 전국가적 동조
나치독일의 유대인 학살은 히틀러 한 사람만의 범죄가 아닌, 독일사회가 인종차별주의에 동조하는 구조악에 따른 범죄였다. 미국인이자 유태인 역사학자 마이클 베렌바움(Michael Berenbaum)은 자신의 저서에서 “국가(독일)의 정교한 관료제의 모든 부서가 학살 과정에 관여하였다. 독일교회와 내무부는 유태인들의 출생기록을 제공하였고, 우체국은 추방과 시민권 박탈 명령을 배달했으며, 재무부는 유태인의 재산을 몰수하였고, 독일 기업들은 유태인 노동자를 해고하고 유태인 주주들의 권리를 박탈하였다”고 썼다.
이와 더불어 대학교들은 유태인 지원자들을 거부하였고, 유태인 재학생들에게 학위를 수여하지 않았으며 유태인 교수들을 해고하였다. 교통부는 강제수용소로 이송할 기차편을 운영하였다. 독일 제약 회사들은 강제수용소에 수용된 사람들에게 생체실험을 행하였고, 기업들은 화장터 건설계약권을 따기 위해 경쟁하였다. 또한 데호막(Dehomag)(독일 IBM 지사)사의 천공카드를 이용하여 사망 수치를 매우 정밀하게 측정하였다. 수용자들은 집단 학살 수용소에 들어가면서 모든 개인 소지품을 반납하였고, 이는 다시 재분류되어 독일로 보내져 재활용되었다. 또한 독일 중앙은행은 비공개 계정을 통해 유대인학살 피해자들에게 갈취한 재산을 세탁하는 데 일조하였다. 베렌바움은 저서에서 이러한 궁극적 해결책이 “가해자들의 눈에는 ...독일의 가장 큰 업적이었다.” 라고 기술한다.
이스라엘 역사학자 자울 프리트랜더(Saul Friedländer)는 저서에서 “독일과 유럽 전역의 어떠한 사회적 집단, 종교 집단, 학술 기관 혹은 협회도 유태인과의 유대 관계를 인정하지 않았다”고 기술한다. 그는 반유태주의적 정책들이 일반적인 대항 세력(기업, 교회, 기타 이해관계자 등)의 별다른 반대 없이 펼쳐질 수 있었다는 점에서 홀로코스트가 독특한 현상이라고 주장한다.

### 생체 실험
나치 학살의 특징적 요소 중 하나는 인간을 대상으로 의학실험을 자행했다는 점이다. 미국의 정치학자 라울 힐버그(Raul Hilberg)에 따르면 "독일 의사들은 다른 전문직에 비해 대단히 나치화되었다.“ 실험은 아우슈비츠를 비롯해 다샤우(Dachau), 부헨발트(Buchenwald), 라벤스브뤽(Ravensbrück), 작센하우젠(Sachsenhausen), 나츠바일러(Natzweiler) 등지의 수용소에서 이루어졌다.
이러한 생체 실험을 거행한 의사 중 가장 악명 높은 사람은 아우슈비츠에서 근무한 요제프 멩겔레(Josef Mengele) 박사였다. 멩겔레 박사는 여러 가지 실험을 하였는데, 이 중에는 실험대상자를 고압력 방 안에 집어넣는 실험, 얼음방 안에 집어넣는 실험, 약 임상 실험, 아이들의 눈에 염색약을 주사하여 눈 색깔을 바꾸는 실험 등이 포함되었고, 이외에도 수많은 잔인한 외과실험이 있었다. 실험으로부터 살아남은 자들은 거의 즉시 살해된 뒤 해부되었다. 멩겔레 박사의 실험기록은 현재 유실되었는데 이는 그가 기록을 보냈던 오트마 폰 페르슈어(Otmar von Verschuer) 박사가 기록들을 모두 파괴하였기 때문이다.
멩겔레 박사는 특히 집시아이들을 대상으로 많은 실험을 하였다. 그는 아이들에게 사탕과 장난감 등을 주면서 가스실로 데려갔다. 아이들은 그를 “멩겔레 삼촌(Onkel Mengele)"라고 불렀다고 한다. 아우슈비츠 수용소에서 50쌍의 집시 쌍둥이를 돌보았던 한 유태인 수감자는 ”한 쌍의 쌍둥이가 특별히 기억에 남는다. 4살 정도 된 구이도(Guido)와 이나(Ina)이다. 어느 날, 멩겔레는 그들을 데리고 갔고, 그들이 돌아왔을 때는 끔찍한 상태였다. 그들은 샴쌍둥이처럼 등이 꿰매져 있는 상태였다. 상처는 감염되었고 진물이 나왔다. 그들은 하루 종일 비명을 질렀다. 그것을 본 그들의 부모 - 엄마 이름이 스텔라였다 - 는 어딘가에서 모르핀을 구해왔고 아이들을 고통으로부터 해방시켜주기 위해 아이들을 죽이고 말았다"고 회상했다.

## 가스실
나치는 살해대상들을 정리하기 위해 다양한 방법을 모색했다. 처음에는 주로 구덩이를 파고 총살을 시켰다. 하지만 이 방법은 곧 한계에 다다르게 되는데 전쟁 통에 귀한 총알을 사형에 쓰느라 낭비할 수는 없었기 때문이다. 게다가 하루에 수십, 수백 명을 쏴 죽인 SS대원은 PTSD 증상을 호소했고, 지휘부는 이들의 고충을 받아들여 다른 방법을 모색하기로 했다. 그 결과가 바로 가스실이다. 나치가 느끼기에 많은 사람들을 저렴한 비용으로 효율적으로 죽일 수 있는 방법이 가스인 것이다.

### 가스실 도입 동기
발터 라우프(Walther Rauff)[41] SS대령이 한적한 교외에서 잠시 차를 멈추고 잠을 청했는데 시동 끄는 것을 깜빡 잊었고, 문득 잠에서 깨보니 배기가스에 중독되어서 사지가 굳어 있어 꼼짝 못하고 죽을 뻔 했는데 정신이 아득한 상황에서 혼신의 힘을 다해 탈출하고 이 경험을 토대로 가스형을 개발했다.

### 일산화탄소 가스실
최초의 가스실은 배기가스의 일산화탄소를 이용한 방식은 최초의 가스실이다. 지하실 같은 밀폐된 공간에 수감자들을 가두고 꼼꼼히 빈틈을 막은 후 자동차 배기구에 호스를 달아 지하실에 연결한 뒤 열심히 공회전을 돌려 일산화탄소를 발생시키고, 산소부족으로 질식해 죽은 사체를 처리하는 방식이다. 이것은 S트럭이라고 불리기도 한다. 나치의 6개 절멸수용소 중 트레블링카, 헤움노, 베우제츠, 소비보르 절멸수용소[45]에서는 1944년까지 이 수용소들이 모두 폐쇄될 때까지 일산화탄소 중독을 주된 처형방식으로 이용했다. 이 수용소들은 가스실에 거대한, 고정된 엔진을 부착했고 갖가지 연료(주로 석유)를 이용해 엔진을 공회전시켜 희생자들을 질식시켰다. 이 4개 절멸수용소에서 약 200만 명이 사망했다.

### 치클론 B 가스실
밀폐된 공간에 터트려서 방역을 하는 살충제로, 당시 독일 국방군은 마구간 방역용으로 I.G 파르벤에서 대량의 치클론 B를 납품받아서 석유보다 공급이 넉넉했다. 어찌되었든 치클론 B는 매우 치명적인 독가스였고, 1941년 9월 3일 아우슈비츠 1번 수용소 11번 구역에서 회스 수용소장 등이 참관한 가운데 600명의 소련 포로와 250명의 민간인 수용자를 대상으로 한 실험에서 치클론 B의 치명성을 본 나치는 이전에 쓰던 배기가스식 가스실보다 더 싼 값에 살해할 수 있다는 사실에 기뻐 날뛰었다. 치클론 B는 아우슈비츠(희생자 110만~120만), 마이다네크 수용소(희생자 최소 8만)에서 사용되었다.
```

```

다음은 헤움노 절멸수용소에서 베를린의 가스실 총책임자 발터 라우프에게 자신들이 사용 중인 학살용 가스 트럭의 개선점을 보고한 서한이다.

 1942년 6월 5일 베를린.
제국 기밀 업무(Geheime Reichssache)
현재 사용중이며 생산중인 특수차량(spezialwagen)에서 개선해야 할 사항.
1941년 12월 이래로 세 대의 특수차량을 이용해 97,000명을 처리했고 차량에 별다른 결함은 없었음. (중략) 이전의 사례들로 판단컨데, 다음의 사항들이 개선되면 좋을 것임.
1) 과잉압력을 막고 일산화탄소가 빠르게 퍼지게 하기 위해 차량 후방 벽면의 위에다 10x1cm의 구멍을 뚫을 필요가 있음. 압력 과잉은 밖에서 이 구멍을 막는 덮개를 여닫음으로써 조절할 수 있음.
2) 통상 적재 시 평방미터 당 9~10명임. 사우러(Saurer) 사[40]의 더 커다란 차량에도 그리 많이 적재하진 않음. 과적 문제 때문이 아니라, 최대한으로 적재 시 비포장도로를 주행할 때 차량 안정성에 문제가 있음. 적재공간의 축소가 필요해 보임. (중략) 이를 위해 지금껏 했던 것처럼 화물의 양을 줄여선 안됨. 화물의 양이 줄면 남는 공간에도 일산화탄소를 채워야 하기 때문에 가동 시간이 늘어나게 됨. 반면 적재공간이 줄면, 공간이 완전히 화물로 가득찬 상태이므로 '가동 시간'을 줄일 수 있음. 제작자들과의 회의에서 적재공간을 줄일 경우 무게중심에 문제가 생겨 앞 차축에 과부하가 걸릴것이라는 주장이 나왔으나, 사실 적재공간의 화물들이 가동 중에 언제나 뒷문으로 몰리기 때문에 무게중심 문제는 자연히 해결될 수 있음. 따라서 앞 차축 과부하 문제는 발생하지 않음.
3) 차량 내부 청소를 쉽게 하기 위해 바닥 중앙에 밀봉된 배수구를 설치해야 함. 배수구의 지름은 20~30cm로 하고 여기에 사이펀을 설치해 '가동 중에' 액체들이 빠져나갈 수 있게 해야 함. 파이프 위에는 거름망을 설치해 오물에 의해 막히는 것을 방지해야 함. 큰 오물들은 가동 후 차량을 청소할 때 배수구의 뚜껑을 열어 제거할 수 있음. 적재공간의 바닥은 중앙을 향해 약간 기울도록 해서 오물들이 중앙으로 모아져 빠르게 빠져나갈 수 있도록 해야 함.
4) 적재공간 내 램프를 더 철저하게 보호해야 됨. 램프에 철망을 씌워 파괴되지 않도록 해야 함. 램프는 필요 없다고 없애버리자는 말도 있음. 하지만 관찰 결과, 문이 닫히려 할 때 깜깜해지기 시작하면 '화물'들은 언제나 문을 밀치고 나오려 하기에 문을 닫기 어려워짐. 이는 화물들이 어둠 속에서 조금의 빛이라도 드는 곳으로 향하려 하기 때문임. 또한 어둠으로 인한 공포로 '화물'들이 소음을 일으킴. 따라서 가동 초기엔 램프를 켜 두는 것이 더 적절함. 또한 야간 운영과 차량 내부 청소에도 도움이 됨.
상기한 사항들은 수리를 위해 입고될 경우에만 적용될 것임. 이미 주문한 10대의 사우러(Saurer) 사 차량들에는 가능한 한 개선이 이루어질 것임. 제작사는 회의 때 사소한 몇가지를 제외하고 개조가 당장 이루어지긴 어렵다고 함. 따라서, 10대 중 최소한 한대의 개조를 위해 다른 제작사를 알아본 결과 호헨마우트에 있는 회사가 적격이라고 제안함. 현 상황에서 이 차량의 개조엔 어느 정도 시일이 걸릴 것으로 보임.
 

 II D 부서장 SS 상급돌격대지도자 발터 라우프(Walter Rauff) 귀하.

## 주요 수용소
| 나치의 주요 절멸수용소 | 나치의 주요 절멸수용소 | 나치의 주요 절멸수용소 | 나치의 주요 절멸수용소 |
| 아우슈비츠             | 트레블링카             | 베우제츠               | 소비보르               |
| ---------------------- | ---------------------- | ---------------------- | ---------------------- |
| 헤움노                 | 마이다네크             | 말리 트로스테네츠      | 야세노바츠             |